# MTV (Turquie)
 (mars 2010).
Si vous disposez d'ouvrages ou d'articles de référence ou si vous connaissez des sites web de qualité traitant du thème abordé ici, merci de compléter l'article en donnant les références utiles à sa vérifiabilité et en les liant à la section « Notes et références ».
Pour les articles homonymes, voir MTV.
MTV en Turquie fut une chaîne de télévision musicale du groupe MTV Networks Europe (Viacom) elle relaye depuis, les programmes de MTV (Europe).
La chaîne a été créée le 23 décembre 2006, lors d'une cérémonie d'ouverture à laquelle de nombreux artistes — notamment les Pussycat Dolls — ont participé. Le premier clip diffusé sur la chaîne est celui de la chanson Peri de Nil Karaibrahimgil.
La chaîne diffuse principalement les émissions cultes de MTV en version sous-titrée ainsi que des clips turcs et américains.
MTV Türkiye est diffusé en clair sur le satellite TürkSat (42°E) sur les bouquets D-Smart et Digiturk.

## MTV International Shows
- Doctor's Diary
- Turkish For Beginners
- Valemont
- Famous Crime Scene
- Trick It Out
- Scream Queens
- Made
- MTV Live
- Hot Stuff
- So 90'S
- Chill Out Zone
- World Chard Express
- World Stage
- True Life
- The Base Chart Show
- Headbangers Ball
- Lickshoot
- MTV Imsonia
- Party Zone
- Superock

## Local Shows
- Your MTV
- Bestmotion
- MTV TR Hafta Sonu
- The Rock Chart TR (vj Sevil Uyar)
- MTV @ 46 Studios 2
- Turkish Fantastic Movies
- Ünlü Harfler

### Former Local Shows
- Online Chart
- Made TR
- Rock'n Dark Ekspres 2010
- MTV @ 46 Studios
- MultiPlayer
- 5+TR
- Bestmotion
- Artist Spot
- Film Fragmanları
- Dore
- Lame
- BeniMTV'm
- İkilem
- 22.00 -05.00
- Making The Video TR
- Hitlist TR
- MTV EKSTRA
- MTV Teens Club
- MTV on Stage
- Chat @ Chat
- Anime Forum

## MTV TurkeyVJ's
- Sevil Uyar (2010)

### Past VJs
- Alper Etiş
- Beste Bereket
- Burak Aydoğan
- Merthan Yalçın
- Can Bonomo
- Selin
- Bertan Horasan
- Seda Bakan
- Eyüp Çakmak

## Annexe